# Comedy Central Magyarország
Comedy Central Magyarország ist der ungarische Ableger des US-Senders Comedy Central. Er startete am 1. Oktober 2008. Im Gegensatz zur deutschen Version wird in Ungarn 24 Stunden lang gesendet. In der Primetime schauten 2009 etwa 0,4 % der Zielgruppe der 18–49-Jährigen den Sender, obwohl der Sender einen holprigen Start hatte. Seit 2011 wird in Ungarn ebenfalls das Logo aus den USA verwendet.
Am 15. Juli 2025 wurde berichtet, dass Comedy Central zusammen mit neun anderen Paramount TV-Sendern den Sendebetrieb in Ungarn am 31. Dezember 2025 einstellen wird.

## Sendungen (Auswahl)
- Arrested Development
- Die Simpsons
- Dharma & Greg
- Extras
- Family Guy
- Fawlty Towers
- Futurama
- It’s Always Sunny in Philadelphia
- Malcolm mittendrin
- Mr. Bean
- My Family
- My Name is Earl
- Reno 911!
- South Park
- The Office
- The Sarah Silverman Program

### Specials
Auf Comedy Central Magyarország wurde des Öfteren am Wochenende ein Special gezeigt, das sich auf eine oder mehrere bestimmte Sendungen bezieht. Hier ist eine Auswahl von Specials, die schon auf Comedy Central Magyarország liefen:
- Animationswochenende (Animationssendungen)
- Britcomwochenende (Britcomsendungen)
- Mr Bean’s Wochenende (Mr. Bean)
- Ungarisches Wochenende (Ungarische Sendungen)